# Leutenheim
Leutenheim (Littenem in alsaziano) è un comune francese di 828 abitanti situato nel dipartimento del Basso Reno nella regione del Grand Est.
Si trova 20 chilometri ad est di Haguenau ed a breve distanza dal Reno, che in questa zona definisce il confine tra Francia e Germania.

## Società

### Evoluzione demografica
Abitanti censiti